# سانتا ماریا دل مرکادییو
سانتا ماریا دل مرکادییو (به اسپانیایی: Santa María del Mercadillo) یک شهرستان در اسپانیا است که در کاستیا و لئون واقع شده‌است.

## خصوصیات
سانتا ماریا دل مرکادییو ۳۰٫۲۰۸ کیلومترمربع مساحت و ۱۳۶ نفر جمعیت دارد و ۹۶۱ متر بالاتر از سطح دریا واقع شده‌است.